# سنلام
سنلام (انگلیسی: Sanlam) شرکت خدمات مالی در آفریقای جنوبی است، که در سال ۱۹۱۸ تأسیس شد.